# Мис Југославије
Мис Југославије је било југословенско такмичење лепоте које је почело 1926. године.  После Другог светског рата, до распада заједничке државе, биране су Мис Југославије и Мис Универзума Југославије (Лепотица Југославије).
Пре Другог светског рата била је намењена девојкама са сновима о каријери на филму и у позоришту. Из овог периода, најпознатија словеначка филмска глумица је Ида Кравања, која је међу свим учесницама овог такмичења постигла највећи филмски успех. Драгицу Угарковић, Мис Југославије 1933. и службеницу Дирекције железнице Београд, медији су тридесетих година 20. века описали као срећницу јер је њену фотографију са избора за Мис Европе у америчким новинама уочио богати југословенски емигрант у Мексику (тј. његов син, млади инжењер Габелић).
Мис Европе биле су Штефица Видачић (1927) и Саша Зајц (1969). На избору за мис света најуспешнији је био Никица Мариновић, која је 1966 постала прва пратиља.
Само неколико победника је успело да створи каријеру у индустрији забаве. Већина је нестала у анонимности.

## Организатори и такмичари

### Пре Другог светског рата
Први избор за Мис Југославије и Мис Европе организовала је новооснована америчка филмска компанија Фанамет. Брачни статус такмичара тада није био препрека.
Каснији избор за Мис Југославије организовало је београдско Време. Избор за мис Европе у Паризу организовали су Le Journal и L'Intransigeant. На Мис Европе, девојке су се такмичиле и за Светско првенство у Галвестону у Тексасу, названо Pageant of Pulchritude  (скраћено од „Мис Универсе“, „Мис Универсо“ или „Мис Универсум”),  који је, према Јутру, био намењен „белој раси из културних земаља света”. Он је прилепио сличну етикету избору за Мис Европе, тражећи „дефиницију лепоте беле расе са избором различитих типова културних земаља“.
Учешће је омогућено неудатим, васпитаним девојкама са југословенским држављанством, од 16 до 25 година, које су редакцији Времена послале препоручено писмо са сликом лица, профила и тела, подацима о себи и родитељима, годинама, месту рођења и месту становања. Сапутница Мис Југославије на избору за Мис Европе могла би бити мајка или рођака, а путне трошкове за избор у Паризу сносио је Генерални секретаријат.

### После Другог светског рата

#### Мис Југославије за мис света
Такмичење је први организовао београдски часопис Политика Базар 1966 на позив организатора Мис света. Те године је организовала изборна такмичења у 20 југословенских градова. Никица Мариновић је ове године био једини представник социјалистичке државе у светској селекцији. Селекцију је осамдесетих година 20. века организовао сарајевски таблоид Ас. Године 1981. Југославија није изабрала свог представника.
Године 1966. Југословенке од 17 до 27 година учествовале су на избору за Мис Југославије за Мис света.

#### Лепота Југославије за мис универзума или мис Европе
Југословенски организатор овог избора био је београдски недељник Свет, који од 1957  (тада под именом Спорт и свет) бира најлепшу Југославенку, када је узнемирио конзервативни део јавности и привукао 200 девојака. Те године победила је Тонка Катунарић из Сплита. Савет се придружио међународним такмичењима лепоте 1967 .  Годину дана раније, обећала је победници, „Лепотици Југославије”, мис универзума (и 20.000 нових динара). На избору за Мис Европе такмичила се и лепотица Југославије или нека од њених пратиља. 

## Критике и проблеми

### Пре рата
Када је Штефица Видачић отпутовала у Берлин на финални избор Мис Европе, Словеначки народ је конкурс је назвао амбициозном америчком рекламом. Он је описао изборе лепоте као популаран спорт досадних богатих Американаца који се проширио на Европу после Првог светског рата. Словенац је 1929 избор за мис Европе прогласио процватом паганског култа физичке лепоте, који се организује за скупе паре. Лист На мејах описао је Мис Европе као бесмислицу „одличног друштва“, што се не сматра светским проблемом и радује се што се у Словенији бирају само приплодне краве.
Након избора за мис Цеља 1934, цељски академици протестовали су против Олафа Баруа, наводног члана одбора Међународне лиге за лепоту и културу. Сарајевска полиција га је протјерала из земље. Огорчен избором Олге Дињашке за мис Југославије 1938, лист Јутро је ово такмичење описао као једно од мноштва сличних на које девојке будаласто наседају.
Тридесетих година 20. века неке европске земље забраниле су такмичења лепоте, која су такође изгубила интересовање у Европи због економске кризе. Број такмичарки за Мис Европе се из године у годину смањује, а неке не представљају своје земље већ емигрантске (руски емигранти у Паризу). Године 1941. такмичења лепоте су била „ван моде“.

### После рата
Приморски дневник се 1950. згрозио италијанским комунистичким листом Il Lavoratore, јер је на првој страни детаљно писао о новој мис Европе, а на другој страни мизоманију је прогласио хроничном болешћу италијанских комуниста и њихових тршћанских изданака. Засавски весник је на „четиристогодишњици” највећих такмичења (Мис Европе, Мис Америке и „Мис Универзума“) поменуо је истраживање које је показало да је од милион учесница ових такмичења само око 40 девојака успело да постане права филмска звезда. Овакви конкурси стога имају само за циљ да привуку јефтину филмску радну снагу. Према његовим речима, девојке треба да остану чврсто на земљи, па да имају мужа и професију. Приморски дневник је 1968. навео Софију Лорен, Ивет Лабрус и Нађу Тилер као успешне бивше „краљице лепоте“ које су успеле због своје интелигенције и талента.

## Занимљивости
- Године 1931. у једном огласу у Словенском народу произвођач козметике за родитеље беба подсетио их је да би њихова ћерка једног дана могла бити Мис Југославије 1951 .
- Душан Макавејев снимио је документарац Лепотица 62 о једној од избора најлепше Југословенке.[20]
- Осамдесетих година, такмичење је инспирисано комичним крими-филмом Мис редитеља Александра Хусића, у којем су играли Драган Николић, Бата Живојиновић и Стево Жигон.

## Носиоци титуле

### ПреДругог светског рата

#### Мис Југославије (1927–1933 и 1938)
У квалификацијама за Мис Европе и светском избору Интернатионал Pageant of Pulchritude.
| Такмичење | Мис Југославије                        |
| --------- | -------------------------------------- |
| 1927      | Штефица Видачић (ХР) Мис Европе 1927.  |
| 1928      | Соња Хернеј (СЛО)                      |
| 1929      | Станислава Матијевић (СРБ)             |
| 1930      | Штефка "Цеца" Дробњак (СРБ)            |
| 1931      | Катарина "Катица" Урбан (ХР)           |
| 1932      | Олга Ђурић (СРБ)                       |
| 1933      | Драгица Угарковић (СРБ)                |
| 1938      | Олга Дињаски (Дињашки, Дињански) (СРБ) |

### ПослеДругог светског рата

#### Такмичење за најлепшу Југословенку (1957–1965)
| Такмичење | Мис Југославије         |
| --------- | ----------------------- |
| 1957      | Тонка Катунарић (ХР)    |
| 1958      | Саша Дабетић (ХР)       |
| 1959      | Романа Милутин (ХР)     |
| 1961      | Душанка Нестровић (СРБ) |
| 1962      | Светлана Матић (СРБ)    |
| 1963      | Слободанка Клисура (ЦГ) |
| 1964      | Љиљана Сурдиловић (СРБ) |

#### Мис света и мис универзума (1966—1991)
| Тамичење | Мис Југославије                           | Такмичење | Мис Универзума Југославије (Лепотица Југославије)                                                              |
| -------- | ----------------------------------------- | --------- | --- |
| 1966     | Никица Мариновић † (ХР) 1. пратиља        | 1966      | Славенка Веселиновић (пратиља на Мис Европе)                                                                   |
| 1967     | Александра Мандић (БИХ)                   | 1967      | Далиборка Стојшић (СРБ) топ 15 (али топ 7) на мис фотогеничности на Мис универзума пратиља на Мис Европе       |
| 1968     | Ивона Пухиера (ХР) топ 15                 | 1968      | Наташа Кошир (СЛО) (топ 15 на Мис универзума) (1. пратиља Саша Зајц (СЛО): Мис Европе                          |
| 1969     | Радмила Живковић (СРБ)                    | 1969      | Снежана Џамбас (СРБ) (пратиља Мис Универзум) (2. пратиља Викторија Викица Екарт Мајда Јазбец (СЛО): Мис Европе |
| 1970     | Тереза Ђелмиш (СРБ) топ 15                | 1970      | Силвана Каназир (ХР) (1. пратиља Мајда Јазбец (СЛО): Мис Европе                                                |
| 1971     | Злата Петковић † (СРБ)                    | 1971      | ? |
| 1972     | Биљана Ристић (СРБ) top 15                | 1972      | Данијела Крајчиновић (разболела се и није ишла на Мис универзума, али јесте на Мис Европе)                     |
| 1973     | Атина Голубова                            | 1973      | ? |
| 1974     | Јадранка Бањац мис фотогеничности         | 1974      | Нада Јовановски                                                                                                |
| 1975     | Лидија Велковска (МК) 5. место            | 1975      | Лидија Манић                                                                                                   |
| 1976     | Славица Стефановић (СРБ)                  | 1976      | Светлана Радојчић                                                                                              |
| 1977     | Светлана Вишњић                           | 1977      | Љиљана Шобајић                                                                                                 |
| 1978     | Љиљана Ђоговић † (СРБ) (дисквалификована) | 1978      | ? |
| 1979     | ? (није учестовала)                       | 1979      | ? |
| 1980     | Зорица Песек (није учестовала)            | 1980      | ? |
| 1981     | ?                                         | 1981      | ? |
| 1982     | Ана Сасо (ХР) топ 15                      | 1982      | ? |
| 1983     | Бернарда Маровт (СЛО) топ 15              | 1983      | ? |
| 1984     | Динка Делић † (БИХ)                       | 1984      | Ксенија Боројевић                                                                                              |
| 1985     | Александра Косановић (СРБ)                | 1985      | Динка Делић † (БИХ)                                                                                            |
| 1986     | Маја Кучић (ХР) топ 15                    | 1986      | Татјана Спасић (премлада)                                                                                      |
| 1987     | Матилда Саздова (МК)                      | 1987      | ? |
| 1988     | Сузана Жунић (ХР)                         | 1988      | ? |
| 1989     | Александра Добраш (БИХ)                   | 1989      | ? |
| 1990     | Ивона Брнелић (ХР)                        | 1990      | ? |
| 1991     | Славица Трипуновић (СРБ)                  | 1991      | Наташа Павловић (топ 10)                                                                                       |

## Такмичења

### ПреДругог светског рата

#### Мис Југославије 1927

##### Конкурс
У октобру 1926 Фанамет је преко својих представништава у Чехословачкој, Аустрији, Мађарској, Пољској, Југославији, Румунији, Грчкој и Турској расписао конкурс за филмску лепоту. Заинтересоване девојке су морале да им пошаљу пријаве, а затим би се две недеље приказивале слике најлепших у биоскопима, где би публика одабрала 5 девојака које би жири састављен од уметника, филмских глумаца и новинара (или из изабране публике) оцењивао изабрану мис).

##### Избор за Мис Југославије и Мис Европе
Грациозност седам девојака оцењена је на балском плесу у хотелу Еспланаде у Загребу 16. децембра 1926 . Међу њима је била и Ида Кравања, функционерка Љубљане из Рожне долине, која је у последњем тренутку отказала учешће јер није сматрала да је ствар озбиљна. Заменила ју је Осјечанка. Следећег дана изабране су три за пут у Берлин, Штефица Видачић (Загреб), Даница Живановић (Београд) и Нада Погачник (Горичанка, живи у Загребу), које ће бити фотографисане, стручно оцењене итд. Победнику је обећан амерички уговор. Испод портрета кандидата, београдски часопис Жена и свет питао се који ће отићи у Холивуд. Јануара 1927. Видачићева је постала Мис Југославије у Берлину.
Фанаметови европски изабраници окупили су се у Бечу фебруара 1927 . Ту су Видачићеву на станици дочекали југословенски студенти. Прва селекција међу осам девојака била је на великом Калигари редуту, где су такмичарке прошетале поред жирија. Не могавши да се одлуче, одлучили су да тестирају свој глумачки таленат у студију Шенбрун. Чекали су да се снимак развије како би могли да га виде на екрану. Генерално, чланови жирија су били незадовољни девојкама. Недељу дана касније у Берлину је изабрана Мис Европе између Штефице Видачић и Анијеле Богуцке (Мис Пољске), које би требало да буду привремено ангажоване као филмске глумице након курса за филм и филмски рад (6 месеци). На Фанаметов позив, Видачићева је требало да оде у Берлин до 15. фебруара 1927, али се разболела од грипа. Видачић је освојила титулу (према словеначкој нацији, освојила је због рекламирања загребачких и београдских новинара). За награду би требало да добије ангажман од 25.000 динара месечно. Добила је недељну плату од 100 долара од Фанамета, првог јула 1927. по доласку у Берлин. Словеначки народ је као највероватнијег победника у овом мечу навео Ани Ондру из Чехословачке, која је већ била у филму и популарна у Аустрији. Погодио је да Фанамет, који је имао ниске трошкове адаптације селекције, користи наивне девојке из централне Европе за сопствену рекламу, што се види по све мањим понудама и потцењивању. Фанамет је неколико европских кандидата обећао ангажман у Холивуду, а касније само Мис Европе, у Бечу или Берлину. Холивуд би ушао у игру ако би се глумица доказала.
Видачићева се није такмичила на светској селекцији у Америци. Разлог је био непознат.

##### Ида Кравања
Кравању су прихватили берлински представници филмске куће Универсал, када је примећена на такмичењу. Рекла је мајци да у недељу иде код другарице у Корушку, а затим је 27. маја 1927. увече кренула брзим возом за Берлин са најнужнијим стварима. Мислила је да ће само отићи на турнеју, али је остала јер је била верена.

##### Штефица Видачић
Видачићева је описана као 17-годишња девојка ситне љупке фигуре и као ђаволска, несташна и смешна. Била је присталица загребачких сокола. По повратку у Загреб рекла је да је наступила као поносна Загрепчанка. У јулу 1927, по доласку у Берлин, Видачић се удала за филмског глумца, свог земљака Светислава Петровића.

##### Компанија Фанамет
Три велике америчке компаније, Метро-Голдвин, Парамаунт и First National, основале су Fanamet-Films 1926, компанију за изнајмљивање филмова за Централну Европу и Балкан. Југословенски огранак је био у Загребу (директор Рихтер). Као компанија вредна 250 милиона долара, обележила је америчку доминацију на филмском тржишту и губитак немачког примата касних 1920-их. Како Југославија није имала реципрочан уговор о ауторским правима са Сједињеним Државама, Фанамет је изгубио парницу против љубљанског Кино Матице због приказивања филма Харолда Лојда On kot topničar.

#### Мис Југославије 1928.
Соња Хернеј, "Лепотица северног Балкана" и плесачица, према словеначком народу Мис Југославије, требало је да се такмичи на Светском такмичењу лепоте у мају 1928. у Галвестону (Тексас, САД). Тамо је требало да отпутује из Хамбурга паробродом. Ипак није путовала.

#### Мис Југославије 1929.
Такмичење је одржано 23. јануара 1929 у Београду у две велике сале хотела Палас, чији је фризер уређивао фризуре кандидатима. Победила је 20-годишња Станислава Матијевић из Пожеге, ћерка функционера. Њене почасне даме биле су осамнаестогодишња Јелена Влајић из Скопља као и Теа Полајковић (или Палковић) из Брода на Сави (према другим изворима Вида Петан из Марибора, рођена у Љубљани). Петанова, која је носила црвену хаљину са сребрним орнаментима, била је једина словеначка такмичарка јер је Андочка Ербер отказала учешће због болести. Матијевићева је 7. фебруара учествовала на избору за Мис Европе у Париској опери, где је наступило 17 девојака. Свака кандидаткиња за мис Европе имала је 20 судија. Такмичари су оцењивани у групама од 3 или 4 девојчице, а затим појединачно. Жиријем је председавао Алберт Беснард, француски вајар и члан академије. Мода је одиграла велику улогу, модни салони из Лондона и Рима послали су своје представнике у Париз. Уредништво Журнала одредило је победника, а Интрансигеант је извео плес. Донације за учеснике биле су у вредности од 700.000 франака.

#### Мис Југославије 1930.
Мис Југославије изабрана је јануара 1930 у Београду. Победила је Штефка „Цеца” Дробњак из Београда, 18-годишња ћерка пензионисаног пуковника који је раније живео у Трсту и Риму. Њене часне даме биле су Драгица Богић, ћерка позоришног глумца из Београда, и Милојка Чуковић из Сарајева. Мис Европе је била 5. фебруара 1930. као плес у Париској државној опери. Организовао га је Паришки журнал. Организовали су извлачење и аукцију пара плесних ципела са потписом председника Републике и министара Француске. Било је 19 такмичара. Дробњакова није ушла у ужи избор.

#### Мис Југославије 1931.
Катарина „Катица“ Урбан победила је на такмичењу 25. јануара 1931 у Београду. Она је била Мис Осијека и ћерка војног капелана. За награду је добила 1.250.000 динара. Жири су чинили писац, сликар, вајар, универзитетски професор историје уметности и новинар. Урбанова је била представница на избору за Мис Европе 5. фебруара 1931. у Паризу, у организацији Париског дневника . Није ушла у ужи избор. У хотелу Lutetia у Паризу, Југословенско студентско друштво и Француски пријатељи југословенског народа приредили су вече југословенско-француског пријатељства у част Урбанове. Господа Армбрустер и господин Миљуш уручили су јој букет.

#### Мис Југославије 1932.
Олга Ђурић из Бечкерека (Зрењанин) изабрана је за мис Југославије на плесу у просторијама Ауто клуба у Београду 28. јануара 1932 . Мис Загреба и Мис Цетиња постале су њене почасне даме. Избор за мис Европе одржан је у Ници у фебруару.

#### Избор Словенаца за Мис Југославије 1934. и протест цељских академика
Избор за мис Цељеа организовао је Олаф Бару, наводни филмски редитељ и члан управе Међународне лиге за лепоту и културу у цељској кафани Меркур 28. априла 1934 . Победница Лија Тринкова добила је ленту града Цеља, букет, капут фабрике Тивар и гратис крој за хаљину кројачице Рехтове. За победника и три најлепше поклоне су приложили цељски трговци. Догађај је описан као увреда за интелигентне девојке и сиромашне, а "важан"догађај исмеван је од стране академика. Сарајевска полиција забранила такмичење љепоте и протјерала Бароуа. Мис Марибора била је Хилда Подпечан из Цеља, радница Мракичеве бербернице и перикарнице, на такмичењу Велика каварна, које је такође организовао Бару, а на њему је учествовало 17 девојака. Подпечанова је добила ленту града Марибора, за коју су и за три најлепша мариборска трговца приложили поклоне. Избор за мис Југославије најављен је за лето у Дубровнику.

#### Узбуђење због избора Мис Југославије 1938.
Олга Дињаски  (такође писано и Дињански и Дињашки) из Србије, чији начин избора јавности у почетку није био јасан, била је једна од 14 такмичарки на избору за Мис Европе 9. септембра 1938. у Копенхагену, Данска. Исмевао ју је загребачки Јутарњи лист, узнемирен због њене тајанствености и непривлачан изглед. Чак је тврдио да је она једина кандидаткиња која није добила аплауз на представљању. Према сопственим речима, изабрана је за представника Југославије од стране комитета у Паризу, где би требало да живи. Касније се сазнало да је дошла из Панчева и да је у Париз дошла на позив југословенског париског комесара Морика де Валефа, комесара коданског комитета за избор краљица лепоте европских земаља, који је тражио девојке из централне и источне Европе. Лист Јутро исмевао је Олгин ентузијазам и причу о њој схватио као упозорење наивним девојкама.

### ПослеДругог светског рата

#### Мис Југославије 1959.
Конкурс је одржан 1. августа 1959 на стадиону Ташмајдан у Београду, победила је Романа Милутин (касније Фабрис, позната као академски сликар). Шетња по сцени у једноделном купаћем костиму није јој правила проблеме јер је тренирала балет. Када је победила, добила је торту и црно-бели телевизор. Није волела медијску помпу, али јој се свиђа што нису имали сумњиве предузетнике за спонзоре и што је такмичење било достојанствено. Жири су чинили академски сликари Деса Глишић, Зора Петровић и Пеђа Милосављевић, вајари Ристо Стијовић и Александар Зарин, диригент Живојин Здравковић и филмски редитељ Бранко Бауер. Четрнаест такмичара боравило је у хотелу Метропол у Београду. Поред селекције, одржана је модна ревија и балетска представа. За пратиоца је изабрана Оливера Шавија из Крагујевца.

#### Мис Југославије 1961.
Избор је одржан на београдском стадиону Ташмајдан 1961 . Наступило је 15 такмичара. Водитељ је био Д. Марјановић. Победник је била оптичка радница Душанка Нестровић из Новог Сада (рођена 1937, висока 160 cm), која је била пред полагањем испита за мастера оптичке струке. За награду је добила шиваћу машину Колибри и Багат. Пратиље: Варја Островидов (студент из Сплита), Драга Гачић (студент из Крагујевца), Добрила Дегенешић (студент из Дубровника) и Гордана Башић (службеница из Мостара). Све такмичарке су добиле и вечерње хаљине (Спорт и Свет), најлонке (Партизанка, Београд) и ципеле (Мода, Београд).

#### Мис Југославије 1962.
Светлана Матић, студенткиња југословенске књижевности на Универзитету у Скопљу из Алексинца, победила је на Ташмајдану у Београду 1962 . У пратњи су биле Радмила Новаковић (Ужице), Рената Фрајскорн (Загреб), Вера Јоцић (Београд) и Марија Бомбардели (Сплит). Пријавило се око 100 девојака, било је 15 такмичарки.

#### Мис Југославије 1964.
Победила је Љиљана Сурдиловић. Прва пратиља била је Миља Вујаковић, друга пратиља Вера Турк, трећа пратиља Зденка Журовец, а четврта пратиља Милица Прерадовић.

## Галерија
- Штефица Видачић, мис Југославије 1927.
- Станислава Матијевић, мис Југославије 1929.
- Цеца Дробњак, мис Југославије 1930.
- Катарина Урбан, мис Југославије 1931.
- Олга Дињаски, мис Југославије 1938.
- Романа Милутин, мис Југославије 1959.
- Душанка Нестровић, мис Југославије 1961.
- Светлана Матић, мис Југославије 1962.
- Слободанка Клисура, мис Југославије 1963.
- Никица Мариновић, мис Југославије 1966.
- Aлександра Мандић, мис Југославије 1967.
- Радмила Живковић, мис Југославије 1969.
- Тереза Ђелмиш, мис Југославије 1970.
- Злата Петковић, мис Југославије 1971.
- Бернарда Маровт, мис Југославије 1983.

- Славенка Веселиновић, мис Универзума Југославије 1966.
- Далиборка Стојшић, мис Универзума Југославије 1968.
- Наташа Кошир, мис Универзума Југославије 1969.
- Силвана Каназир, мис Универзума Југославије 1970.